# Liste des maires de Châlus

## Liste des maires
| Période                                  | Période  | Identité                    | Étiquette      | Qualité                  |
| ---------------------------------------- | -------- | --------------------------- | -------------- | ------------------------ |
| 1792                                     | 1792     | Pierre Grassaud de la Prade | -              | -                        |
| 1792                                     | 1804     | Jacques Garebeuf            | -              | Docteur en médecine      |
| 1804                                     | 1806     | Moulin de la Faye           | -              | -                        |
| 1806                                     | 1830     | Antoine Hallary             | -              | Notaire                  |
| 1830                                     | 1850     | Louis Garebeuf              | -              | -                        |
| 1850                                     | 1855     | André Forgeront             | -              | -                        |
| 1855                                     | 1865     | Alphonse Duburguet          | -              | -                        |
| 1865                                     | 1870     | Clément Baju                | -              | Notaire                  |
| 1870                                     | 1875     | Barthélémy Forgeront        | -              | -                        |
| 1875                                     | 1878     | Martial Rogerie             | -              | -                        |
| 1878                                     | 1880     | Léonard Léonce Basset       | -              | -                        |
| 1880                                     | 1882     | Bernard Lacoste             | -              | Notaire                  |
| 1882                                     | 1900     | François Fontanille         | -              | -                        |
| 1900                                     | 1904     | Émile Demangeon             | -              | -                        |
| 1904                                     | 1914     | Blanc-Champagnac            | -              | Docteur en médecine      |
| 1914                                     | 1919     | René Fontanille             | -              | -                        |
| 1919                                     | 1940     | François Romain             | -              | -                        |
| 1940                                     | 1945     | Chabrol-Descubes            | -              | Docteur en médecine      |
| 1945                                     | 1971     | André Besse                 | PS             | Commerçant               |
| 1971                                     | 1975     | Robert Dolier               | PS             | Agent de perception      |
| 1975                                     | 1981     | André Mazière               | PS             | Retraité SNCF            |
| 1981                                     | 2001     | Pierre Charissou            | PS             | Enseignant               |
| 2001                                     | 2008     | Pascal Mazeau               | PS             | Salarié du secteur privé |
| 2008                                     | En cours | Alain Brézaudy              | Sans étiquette | Comptable                |
| Les données manquantes sont à compléter. |          |                             |                |                          |

## Pour approfondir